# Красноселье (Ровненский район)
Красноселье (укр. Красносілля) — село, входит в Гощанскую поселковую общину Ровненского района Ровненской области Украины.
Население по переписи 2001 года составляло 495 человек. Почтовый индекс — 35424. Телефонный код — 3650. Код КОАТУУ — 5621283201.